# Felix de Rooy
Felix de Rooy (Curaçao, 3 de novembre de 1952) és un artista visual de Curaçao, director de cinema i de teatre, curador i col·leccionista. Va guanyar diversos premis de cinema, com el Premi Paul Robeson a Burkina Faso i el Premi Saúl Yelín a l'Havana, Cuba.

## Biografia
De Rooy va créixer a Curaçao, Surinam i Mèxic. Va ser educat a l'Acadèmia Lliure de Psychopolis a La Haia. De tornada a Curaçao va conèixer Norman de Palm que es va convertir en el seu company de vida. Junts van anar a la Universitat de Nova York, on es va graduar en direcció cinematogràfica el 1982 com a Master of Arts en direcció cinematogràfica i De Palm en teatre educatiu.
De Rooy és molt conscient de la seva identitat afrocaribenya i la utilitza en les seves expressions creatives. Realitza pintures, dibuixos, collages, assemblatges i instal·lacions i d'aquesta manera comenta el passat de l'esclavitud, amb l'objectiu de mantenir viu el debat sobre la història del blanc i el negre. Els seus temes són el transculturalisme i la manera com es veuen les diferents cultures. Anomena el seu estil realisme psíquic; crea imatges oníriques acolorides on figures humanes i mitològiques prenen el protagonisme.
A l'exposició Wit over Zwart (1989) al Tropenmuseum d'Amsterdam, De Rooy va mostrar quins estereotipsn i prejudicis es reflecteixen en còmics, estris, joguines, llibres. i cartells publicitaris.
Juntament amb René Wissink, de Rooy crearà un museu de Surinam a Amsterdam, que està previst que obre les portes el 2023.

## Filmografia
- Buladó (magisch-realistische film) (2020, com a actor en el paper de l'avi Weljo)
- Double Play (2017, com a dissenyador de producció)
- The Renny Show (2015, com a escriptor i director)
- Roest & Koraal (2013, com a creador, juntament amb Kirk Claes)
- Muhe Frida (2011, com a creador)[5]
- Island Reflections (vídeo promocional) (2011, com a creador, juntament amb Kirk Claes)[6]
- Marival (documental) (1997, com a director)
- Ava & Gabriel - Un historia di amor (1990, com a director i director d'art)
- Almacita di desolato (1986, com a director i dissenyador de producció)
- Desiree (1984, com a director)
- Joe's Bed-Stuy Barbershop: We Cut Heads (1983, com a director d'art)

## Premis
- Premi Cola Debrot, 1979
- Festival Internacional de Cinema d'Amiens, 1991, Premi Especial del Jurat per Ava & Gabriel - Un historia di amor
- Festival de Cinema Neerlandès, 1990, Vedella d'Or per Ava & Gabriel - Un historia di amor
- Taormina Film Fest, 1986, Premi del Públic per Almacita di desolato
- Black Achievement Award, 2017